# Stondon Massey
Stondon Massey  is een civil parish in het bestuurlijke gebied Brentwood, in het Engelse graafschap Essex. In 2001 telde het dorp 748 inwoners.